# Kō Nishimura
Kō Nishimura (西村晃, Nishimura Kō) est un acteur japonais né le 25 janvier 1923 et mort le 15 avril 1997. 

## Biographie
Kō Nishimura a tourné dans plus de 200 films entre 1952 et 1995.

## Filmographie partielle

### Au cinéma

#### Années 1950
- 1954 : Un Milliardaire (億万長者, Okuman choja?) de Kon Ichikawa
- 1956 : La Harpe de Birmanie (ビルマの竪琴, Biruma no tategoto?) de Kon Ichikawa : Baba
- 1956 : La Fontaine (泉, Izumi?) de Masaki Kobayashi
- 1956 : Niko-yon monogatari (ニコヨン物語?) d'Umetsugu Inoue : Tazaki
- 1956 : Frankie le laitier (牛乳屋フランキー, Gyūnyū ya Furanki?) de Kō Nakahira
- 1957 : Le Dernier assaut (最後の突撃, Saigo no totsugeki?) de Yutaka Abe : le caporal Takiuchi
- 1957 : Watashi wa zenkamono de aru (私は前科者である?) de Takumi Furukawa
- 1957 : Kiken na kankei (危険な関係?) d'Umetsugu Inoue : Bunta Nagai
- 1957 : Qui est le véritable assassin ? (殺したのは誰だ, Koroshita no wa dare da?) de Kō Nakahira
- 1957 : Chronique du soleil à la fin de l'ère Edo (幕末太陽伝, Bakumatsu taiyo-den?) de Yūzō Kawashima
- 1957 : Les Gars de la mer (海の野郎ども, Umi no yarodomo?) de Kaneto Shindō : Mekkachi
- 1957 : Washi to taka (鷲と鷹?) d'Umetsugu Inoue : Hikobei
- 1958 : Kokoro to nikutai no tabi (心と肉体の旅?) de Toshio Masuda
- 1958 : Yoru no kiba (夜の牙?) d'Umetsugu Inoue : Kanō
- 1958 : Désirs volés (盗まれた欲情, Nusumareta yokujo?) de Shōhei Imamura : Kanji Takada
- 1958 : Shi no kabe no dasshutsu (死の壁の脱出?) d'Eisuke Takizawa
- 1958 : Devant la gare de Ginza (西銀座駅前, Nishi Ginza ekimae?) de Shōhei Imamura : Yasushi Asada
- 1958 : Zesshō (絶唱?) d'Eisuke Takizawa : Gensuke
- 1958 : Me no kabe (眼の壁?) de Hideo Ōba
- 1958 : Arashi no naka o tsuppashire (嵐の中を突っ走れ?) de Koreyoshi Kurahara
- 1958 : Désir inassouvi (果しなき欲望, Hateshinaki yokubo?) de Shōhei Imamura : un pharmacien
- 1959 : Le Chant du chariot (荷車の歌, Niguruma no uta?) de Satsuo Yamamoto : Hatsuzo
- 1959 : Tōkyō no kodoku (東京の孤独?) d'Umetsugu Inoue : Nonomiya
- 1959 : Donto ikōze (どんと行こうぜ?) de Yoshitarō Nomura : patron de bar
- 1959 : Le Mur du silence (その壁を砕け, Sono kabe o kudake?) de Kō Nakahira
- 1959 : Dynamite ni hi o tsukero (爆薬に火をつけろ?) de Koreyoshi Kurahara : Sakamaki
- 1959 : Nangoku Tosa o ato ni shite (南国土佐を後にして?) de Buichi Saitō : Hiroshi
- 1959 : Mon deuxième frère (にあんちゃん, Nianchan?) de Shōhei Imamura : Goro Mitamura

#### Années 1960
- 1960 : Zassō no yō na inochi (雑草のような命?) d'Eisuke Takizawa : Isuke Wakamura
- 1960 : Kuroi gashū: Aru sarariman no shōgen (黒い画集 あるサラリーマンの証言?) de Hiromichi Horikawa : Tameo Okudaira
- 1960 : Aru kyōhaku (ある脅迫?) de Koreyoshi Kurahara : Matakichi Nakaike
- 1960 : Le Sommeil de la bête (けものの眠り, Kemono no nemuri?) de Seijun Suzuki
- 1960 : Les salauds dorment en paix (悪い奴ほどよく眠る, Warui yatsu hodo yoku nemuru?) d'Akira Kurosawa : Shirai
- 1960 : Jūrokusai (十六歳?) d'Eisuke Takizawa : Heisaku Asahi
- 1960 : Chi no hate ni ikuru mono (地の涯に生きるもの?) de Seiji Hisamatsu
- 1960 : Ashita hareru ka (あした晴れるか?) de Kō Nakahira : Uno
- 1960 : Nami no tō (波の搭?) de Noboru Nakamura
- 1960 : Sabita kusari (錆びた鎖?) de Buichi Saitō : Heita
- 1961 : Shima no sehiro no oyabun-shū (縞の背広の親分衆?) de Yūzō Kawashima
- 1961 : Cochons et Cuirassés (豚と軍艦, Buta to gunkan?) de Shōhei Imamura : Yajima
- 1961 : Wakai ōkami (若い狼?) de Hideo Onchi : Kyō Sakata
- 1961 : L'Affaire Matsukawa (松川事件, Matsukawa jiken?) de Satsuo Yamamoto
- 1961 : Yuhi ni akai ore no kao (夕陽に赤い俺の顔?) de Masahiro Shinoda
- 1961 : Cheveux ébouriffés (みだれ髪, Midaregami?) de Teinosuke Kinugasa : Denroku
- 1961 : Zero no shōten (ゼロの焦点?) de Yoshitarō Nomura : Sotaro Uhara
- 1961 : Wakarete ikiru toki mo (別れて生きるときも?) de Hiromichi Horikawa
- 1961 : Le Garde du corps (用心棒, Yojimbo?) d'Akira Kurosawa : Kuma
- 1962 : Le Temple des oies sauvages (雁の寺, Gan no tera?) de Yūzō Kawashima : Mokudō Kida
- 1962 : Le Choc des planètes (妖星ゴラス, Yosei Gorasu?) d'Ishirō Honda : Murata
- 1962 : La Source thermale d'Akitsu (秋津温泉, Akitsu onsen?) de Yoshishige Yoshida
- 1963 : Entre le ciel et l'enfer (天国と地獄, Tengoku to jigoku?) d'Akira Kurosawa
- 1963 : Les Treize Tueurs (十三人の刺客, Jūsan-nin no shikaku?) d'Eiichi Kudō : Kujūrō Hirayama
- 1964 : Désir meurtrier (赤い殺意, Akai satsui?) de Shōhei Imamura : Koichi Takahashi
- 1964 : Le Camélia à cinq pétales (五瓣の椿, Goben no tsubaki?) de Yoshitarō Nomura
- 1965 : Kyōshirō Nemuri : le sabreur et les pirates (眠狂四郎炎情剣, Nemuri Kyōshirō enjōken?) de Kenji Misumi
- 1965 : Barberousse (赤ひげ, Akahige?) d'Akira Kurosawa : chef du personnel
- 1966 : Le Sabre du mal (大菩薩峠, Dai-bosatsu tōge?) de Kihachi Okamoto : Shichibei, l'oncle d'Omatsu
- 1967 : La Légende de Zatoïchi : Le Justicier (座頭市牢破り, Zatōichi rōyaburi?) de Satsuo Yamamoto : Kyushiro Suga
- 1968 : Le Lézard noir (黒蜥蜴, Kurotokage?) de Kinji Fukasaku : le détective privé Keiji Matoba
- 1968 : La Légende de Zatoïchi : Les Tambours de la colère (座頭市喧嘩太鼓, Zatōichi kenka-daiko?) de Kenji Misumi : Sosuke Saruya
- 1968 : Lady Yakuza : La Règle du jeu (緋牡丹博徒 一宿一飯, Hibotan bakuto: isshuku ippan?) de Norifumi Suzuki : le compagnon d'Oren
- 1969 : Goyokin, l'or du shogun (御用金, Goyōkin?) de Hideo Gosha
- 1969 : La Demeure de la rose noire (黒薔薇の館, Kurobara no yakata?) de Kinji Fukasaku
- 1969 : Arai umi (荒い海, Arai umi?) de Tokujirō Yamazaki : Munakata

#### Années 1970
- 1970 : La Légende de Zatoïchi : Le Shogun de l'ombre (座頭市あばれ火祭り, Zatōichi abare-himatsuri?) de Kenji Misumi : Migi
- 1973 : La Ballade de Tsugaru (津軽じょんがら節, Tsugaru jongara bushi?) de Kōichi Saitō : Tamezo Tsukamoto
- 1975 : Nouveau combat sans code d'honneur 2 : La Tête du boss (新仁義なき戦い 組長の首, Shin jingi naki tatakai: Kumichō no kubi?) de Kinji Fukasaku
- 1978 : L'Incident (事件, Jiken?) de Yoshitarō Nomura
- 1979 : Nichiren (日蓮?) de Noboru Nakamura : Abutsu
- 1979 : Le Col Nomugi (あゝ野麦峠, Ā, Nomugi tōge?) de Satsuo Yamamoto : Yuji Masai

#### Années 1980
- 1982 : Matagi le vieux chasseur d'ours (マタギ, Matagi?) de Toshio Gotō : Heizo Sekiguchi

### Doublage
- 1978 : Edgar de la Cambriole : Le Secret de Mamo (ルパンvs複製人間, Rupan vs Fukusei-ningen?) de Soji Yoshikawa (voix)

## Distinctions

### Décoration
- 1987 : récipiendaire de la médaille au ruban pourpre
- 1994 : récipiendaire de l'ordre du Soleil levant de quatrième classe

### Récompenses
- 1965 : Prix du film Mainichi du meilleur acteur pour Désir meurtrier[2]
- 1965 : Prix Blue Ribbon du meilleur second rôle pour Désir meurtrier[3]
- 1983 : Prix du film Mainichi du meilleur acteur pour Matagi le vieux chasseur d'ours[4]
- 1998 : Prix spécial de la Japan Academy Prize pour l'ensemble de sa carrière[5]